# کردآباد (سوادکوه)
کردآباد، روستایی است از توابع بخش زیراب شهرستان سوادکوه در استان مازندران ایران.

## جمعیت
این روستا در دهستان کرداباد قرار دارد و براساس سرشماری مرکز آمار ایران ، جمعیت آن ۹۰۰ نفر (۱۸۵ خانوار) بوده‌است. مردم کردآباد به گویش سوادکوهی که گویشی از زبان مازندرانی است صحبت می‌کنند.